# 金魚奏
『金魚奏』（きんぎょそう）は、ふじつか雪による日本の漫画作品。
『LaLa DX』（白泉社）2005年9月号、2006年3月号-11月号、2007年1月号-3月号にて連載された。全2巻。

## あらすじ
高校2年生になりたての春、平山飛鳥は、町のお祭りで太鼓の演舞をしていた今村雅生に恋をした。雅生が学校の友人である泰生の兄であることが分かったため、飛鳥は雅生を紹介してもらうが、雅生は実は耳が聞こえなくて…。

## 登場人物
平山 飛鳥（ひらやま あすか）
本作の主人公。高校2年（第1話）→大学2年（最終話）。9月30日生まれ。O型。156cm。
雅生に一目惚れした影響で、自らも和太鼓を始める。泰生に連れられて雅生と初めて会った際には、第一声から告白した。
頭がや要領が良いわけではなく、高校3年の夏の模試では判定がC判定だった。雅生に教えてもらいながら臨んだ大学受験では、見事雅生と同じ大学の福祉学科に合格した。大学では太鼓サークルに所属し、手話サークルにも通う。雅生のノートテイカーなどもしている。雅生の演奏する太鼓は聞き分けることができる。
ペットに金魚を飼っている。
今村 雅生（いまむら まさみ）
大学1年生（第1話）→大学4年生（最終話）。経済学科。2月3日生まれ。B型。178cm。
10歳で難聴となり、13歳で失聴した。少しずつ音が聞こえなくなっていく過程で和太鼓と出会った。和太鼓のかすかな音と振動は感じることができる。
中途失聴であり、また発声訓練を受けていることから、発話は普通にできる。
大学では、和太鼓サークルと手話サークルに所属している。
努力家。表現が乏しいという自覚があるが、やきもちを焼くこともある。
オーストラリア留学から帰国後は、大学院に進む。
今村 泰生（いまむら たいせい）
高校2年（第1話）→大学2年（最終話）。雅生・飛鳥と同じ大学の教育学科に進学。B型。169cm。
飛鳥の友人で、雅生の弟。雅生に飛鳥を紹介した。家族思いで、飛鳥と雅生が付き合う前には、中途半端な気持ちなら雅生に近づかないで欲しいと言い、付き合ってからは、雅生を泣かすようなことがあればたとえ飛鳥でもグーで殴る、と言った。
お菓子とバイクが好き。
飛鳥と雅生を見ていたおかげで恋愛に夢を持っており、まともに恋もしていない。
酒井 新（さかい あらた）
雅生の友人。大学1年生（第1話）→大学4年生（最終話）。福祉学科。A型。173cm。眼鏡をかけている。関西出身。
「関東の大学に行く」と言い出した彼女・鈴子を追いかけるようにして大学に進学した、意志薄弱な性格。英語が得意で、割と賢く、運も良い。
雅生に興味を持ったことから、和太鼓サークルに入る。
雅生とはノートテイカーとして出会い、助けていたが、後に友人として助けるようになる。口下手な雅生のフォローもする。
山田 鈴子（やまだ すずこ）
雅生の友人。大学1年生（第1話）→大学4年生（最終話）。福祉学科。A型。164cm。高校1年のときから、新と付き合っている。左利き。関西出身。
実はコンタクトをしており、眼鏡をかけている新よりも目が悪い。耳の聞こえない妹がいる。
副部長
B型。170cm。
飛鳥らの所属するサークル「和太鼓羅部」の副部長で、名前はない。
何度か留年していたが、最終話ではやっと大学4年生になる。車の運転は荒い。
竜
飛鳥のイトコ。飛鳥のことが好きだった。バンドをやっており、ドラム担当。
Jessica Carroll（ジェシカ キャロル）
12歳。A型。148cm。
雅生がオーストラリアに留学した際に滞在した、ホストファミリーの女の子。家族構成は父、母、兄。耳が聞こえない。雅生のことが好きだった。
コアラヘアーがチャームポイント。根はとてもいい子。
山田 琴子（やまだ ことこ）
鈴子の妹。喋りと読話は厳しく教えられていたが、鈴子に手話を教えてもらった。耳が聞こえないことを理解されにくいため、目立つように赤い色の補聴器をしている。
ナンパされている所を泰生に助けられ、その後鈴子に連れられて行った今村家で再会した。

## 書誌情報
- ふじつか雪 『金魚奏』 白泉社 〈花とゆめコミックス〉、全2巻
  1. 2006年9月5日発売、ISBN 4-592-18850-0
  2. 2007年5月10日発売、ISBN 978-4-592-18873-5